# Samba
Samba е свободна реимплементация на мрежовия протокол SMB/CIFS под лиценза GNU General Public License. От версия 3 Samba не само предоставя файлови услуги и печат за различни Microsoft Windows клиенти, но може също да се интегрира в Windows домейн като първичен контролер на домейн или като член на домейн. Може да бъде и част от Active Directory домейн.
Самба върви на повечето „Юникс“ и юниксоподобни системи като вариантите на „Линукс“, „Соларис“ и BSD, вкл. и Mac OS X Сървър на „Епъл“ (добавена е и към клиентската система от версия 10.2). Тя присъства стандартно в почти всички дистрибуции на „Линукс“ и обикновено е включена като основна системна услуга в други системи, основани на „Юникс“.